# رودي وايت
رودي وايت (بالإنجليزية: Rudy White) مواليد 23 يونيو 1953 في سيلفر سيتي، هو لاعب كرة سلة أمريكي معتزل. بدأ مسيرته الاحترافية في سنة 1975. تم اختياره من قبل فريق هيوستن روكتس خلال الدرافت. يبلغ طوله 6 قدم 2 بوصة (1.9 م). اعتزل اللعب في 1981.

## المسيرة الاحترافية
لعب مع هيوستن روكتس من سنة 1975 إلى 1980، ثم لعب مع غولدن ستايت ووريورز في سنة 1980، ثم لعب مع سياتل سوبرسونيكس في موسم 1980–1981.

## روابط خارجية
- رودي وايت على موقع إن بي أي (الإنجليزية)
- رودي وايت على موقع سبورتس رفرنس (الإنجليزية)
- رودي وايت على موقع كلية كرة السلة في سبورتس رفرنس.كوم (الإنجليزية)
- رودي وايت على موقع ريلجم (الإنجليزية)
- رودي وايت على موقع بروبوليرز (الإنجليزية)